# Euskaltel-Euskadi
A Team Euskadi (código UCI: EUK), é uma equipa ciclista espanhola de categoria Continental. A formação pertence à Fundação Euskadi e actuou como filial em seu momento da equipa Euskadi (de categoria Continental) e anteriormente também do Euskaltel-Euskadi de categoria UCI Pro Team.

## Função como filial da Fundação Euskadi
A esquadra foi um das três equipas da Fundação Euskadi. A primeira equipa foi Euskaltel-Euskadi, de categoria UCI Pro Team, e contava com duas equipas filiais: a também profissional Euskadi (de categoria Continental, terceira divisão), que depois do desaparecimento da Euskaltel-Euskadi se converteu na primeira equipa, a EDP (amador).
Nessa hierarquia, o principal trabalho do conjunto é formar ciclistas procedentes de juvenis durante seu o passo pelo campo aficionado antes de seu passo ao profissionalismo. Este sistema permite assim mesmo à Fundação ter baixo contrato às jovens promessas já desde o seu primeiro ano como aficionados, e de facto alguns deles chegam já como preparados desde seu passo por juvenis. Dado que o seu principal objectivo é formar corredores para a primeira equipa, a esquadra restringe o seu plantel a ciclistas sub-23.
A evolução natural é que os ciclistas mais destacados da Naturgas Energia passem pela equipa Orbea Continental para estreiar como profissionais e continuar a sua preparação dentro dos Circuitos Continentais UCI. Os melhor preparados chegarão a dar o salto à primeira equipa, a Euskaltel-Euskadi, para estrear-se no UCI World Tour que engloba as principais carreiras do ciclismo profissional.

## História

### Origem e criação
A Fundação Euskadi e a sua equipa profissional Euskaltel-Euskadi contaram com uma histórica relação com a equipa amador biscaína Olarra/Orbea, exercendo de facto como a sua filial no campo aficionado. Entre os corredores que depois de passar por dito conjunto passaram a ser profissionais com Euskaltel-Euskadi esteve Igor Antón.
Em 2005, com a reordenamento global posta em marcha pela UCI, as equipas ciclistas profissionais foram classificados em três categorias, de maior a menor: Pro Tour, Profissional Continental e Continental. Euskaltel-Euskadi foi incluído na primeira divisão, e a Fundação impulsionou que a Orbea passasse de ser uma equipa amadora a converter-se numa equipa profissional de categoria Continental (terceira divisão). Com essa medida a equipa ficou sem um filial claro no campo aficionado, vazio que foi ocupado pelas chamadas equipas convindas, cujos ciclistas tinham prioridade à hora de passar a profissionais com a Euskaltel-Euskadi ou a Orbea.
Por esses anos o ciclismo amador vasco-navarro não tinha nenhuma equipa intermediária depois do desaparecimento da Estrada Europa, sendo todos eles biscaínos, guipuzcoanos ou navarros. Ante essa situação em 2008 Miguel Madariaga, presidente da Fundação Euskadi e director geral de Euskaltel-Euskadi, decidiu criar uma nova equipa aficionada que estivesse directamente gerido pela Fundação. Dito projecto contou com o apoio económico da empresa Naturgas Energia, cujo nome foi adoptado como denominação oficial da nova esquadra, bem como da Junta Foral de Álava.

### Azuis com Alex Díaz
O novo conjunto alavés estreiou com um maillot azul, de acordo com a cor corporativa do seu patrocinador Naturgas. Alex Díaz foi designado como o director da nova esquadra.

#### 2008
Em 2008 a equipa conquistou nove triunfos parciais e dez por equipas. Ascendeu ao campo profissional a quatro corredores: Eneko Echeverz, Mikel Ilundain, Ricardo García e Ibon Lavín, todos eles à seguinte equipa da Fundação Euskadi, a Orbea de categoria Continental.

#### 2009
Em 2009, a equipa segue com a mesma tónica e o mesmo director de equipa. Conseguiram o Campeonato de Euskadi sub-23 com Xabier Zabalo. Para a seguinte temporada passaram a Orbea Noel Martín, Mikel Landa, Xabier Zabalo e Jon Aberasturi. Também subiu o director desportivo Alex Díaz.

### Vermelhos com Arberas e Urretxua
Para a nova temporada chegaram Aritz Arberas como director e Iñigo Urretxua como adjunto e preparador físico. A equipa mudou assim mesmo o desenho do seu maillot, que passou a ser vermelho por desejo do patrocinador Naturgas.

#### 2010
Em 2010 o seu corredor Pello Bilbao ganhou o Troféu sub-23. Aitor Ocampos teve uma destacada actuação nos Três Dias de Álava; o facto de ser o melhor basco fez que a Fundação Euskadi lhe premiasse a em outubro com a possibilidade de estreiar como profissional no Cinturó de l'Empordá dentro do plantel da Orbea.
Ao termo da temporada passaram a ser profissionais com a Orbea os ciclistas Pello Bilbao e Mikel Bizkarra, que se somaram assim a Ocampos.

#### 2011
2011 começou com a notícia de que Mikel Landa (desde o princípio de temporada) e Pello Bilbao (desde março) se convertiam nos primeiros ex ciclistas da Naturgas Energia que chegavam ao Euskaltel-Euskadi de categoria Pro Tour. Mikel Landa converte-se no primeiro corredor que completa a formação e ingressa no Euskaltel-Euskadi. Neste ano passarão de Naturgas Energia à Orbea, .

### Colaboração com Cofidis
Depois do desaparecimento da Euskadi em 2015 a Fundação Euskadi ficou sem nenhuma equipa vinculada em categoria profissional. Para paliar essa falta a Fundação Euskadi assinou um acordo de colaboração com a equipa francêsa da Cofidis, Solutions Crédits de categoria Profissional Continental para poder facilitar o acesso ao profissionalismo desde esta equipa.

## Classificações UCI
A partir de 2005 a UCI instaurou os Circuitos Continentais UCI, onde a equipa está desde que se criou em 2018, registado dentro do UCI Europe Tour.

### UCI Europe Tour
| Temporada | Classificação por equipas | Melhor corredor          | Posto |
| 2018      | 95º                       | Juan Antonio López-Cózar | 701º  |

## Palmarés
Para anos anteriores veja-se: Palmarés da Team Euskadi.

### Palmarés 2019

#### Circuitos Continentais UCI
| Datas       | Circuito                | Carreiras                      | Ganhador       |
| 23 de março | UCI Europe Tour de 2019 | 4.ª etapa da Volta ao Alentejo | Sergio Higuita |

## Plantel
Para anos anteriores, veja-se Elencos da Team Euskadi

### Elenco de 2019
| Nome               | Nascimento | Nacionalidade | Equipa de 2018        |
| Mikel Alonso       | 23/09/1996 | Espanha       | Fundação Euskadi      |
| Jokin Aranburu     | 14/02/1997 | Espanha       | Neo (AMPO)            |
| Ibai Azurmendi     | 11/06/1996 | Espanha       | Fundação Euskadi      |
| Unai Cuadrado      | 26/09/1997 | Espanha       | Neo (AMPO)            |
| Peio Goikoetxea    | 14/02/1992 | Espanha       | Fundação Euskadi      |
| Sergio Higuita     | 01/08/1997 | Colômbia      | Manzana Postobón Team |
| Txomin Juaristi    | 20/07/1995 | Espanha       | Fundação Euskadi      |
| Diego López        | 09/12/1997 | Espanha       | Fundação Euskadi      |
| Gotzon Martín      | 15/02/1996 | Espanha       | Fundação Euskadi      |
| Antonio Jesús Soto | 24/12/1994 | Espanha       | Neo (Lizarte)         |
| Dzmitry Zhyhunou   | 10/07/1996 | Bielorrússia  | Neo (Lizarte)         |

1. ↑  Até 30 de abril.